# Ketill Þorsteinsson
Ketill Þorsteinsson, född 1075, död 7 juli 1145, var biskop i Hólar från 1122 till sin död. Han var biskopsdömets andre biskop efter dess grundande 1106.
Ketils far, Þorstein Eyjólsson, var sonson till den ryktbare hövdingen Gudmund den mäktige (Guðmundr Eyjólfsson ríki) på gården Möðruvellir i Eyjafjorden. Modern är okänd. Ketill växte troligen upp på Möðruvellir, och sedan han själv hade övertagit gården blev han en av de mäktigaste hövdingarna på Nordlandet. Som flertalet hövdingar blev han också prästvigd, och troligen var han delaktig i beslutet att upprätta ett nytt biskopsdöme i Hólar 1106.
Efter Jón Ögmundarsons död 1121 lät sig Ketill motvilligt väljas till biskop och invigdes i ämbetet av ärkebiskop Asser i Lund den 12 februari 1122. I Þorgils saga ok Hafliða, som ingår i Sturlungasagan, sägs skälet till att Ketill blev vald ha varit hans framgångsrika medling på tinget mellan stormännen Hafliði Másson och Þorgils Oddason. Med imponerande slughet lyckades han åstadkomma förlikning mellan två till synes helt oresonliga parter. Därigenom avvärjdes en fejd där motståndarna hade stora väpnade grupper män ställda mot varandra. Ketill ville dock ogärna bli biskop, eftersom han hade ett frånstötande lyte: han var enögd som hednaguden Oden. Ögat hade han förlorat i ett knivbråk med en man som förtalat hans hustru. Han gick till sist med på att bli stiftets biskop sedan han övertygats om att detta skulle främja freden och den ingångna förlikningen.
Ketill var omtyckt och respekterad som biskop och hade ett stort intresse för historia. Ari Þorgilsson fróði berättar i företalet till Íslendingabók att han först skrev boken för biskoparna Þorlákr [Runólfsson] och Ketill samt för Sæmundr präst. Sedan omarbetade han boken efter vad de tyckte skulle strykas eller utökas ”så att det nu är bättre sagt i den här än i den förra”.
Den gamla kristna lagen (kristinnréttr hinn forni) utarbetades enligt Hungrvaka ursprungligen av biskop Þorlákr Runólfsson efter råd och vägledning av ärkebiskop Asser, men brukar också förknippas med Ketill Þorsteinsson. Troligen var det Ketill som vid biskopsvigningen i Lund inhämtade Assers råd.
Det första och mest betydelsefulla klostret på Island, Þingeyraklaustur (Tingöre), invigdes 1133 under Ketils biskopstid, vilket innebar att klostret då fick en abbot. Det hade dock förmodligen fungerat som kloster ända sedan 1120-talet eller tidigare – det började planläggas 1106.
Ketill Þorsteinsson avled i Laugarás i Biskupstungur den 7 juli 1145, då han var på väg till ett möte i Skálholt.
Ketils hustru, för vars skull han offrade sitt öga, var Gróa Gissurardóttir, biskop Gissur Ísleifssons dotter av Haukadalsätten. En son är känd från deras äktenskap: skalden och prästen Runólfr Ketilsson.